# Football Club Pohang Steelers
Football Club Pohang Steelers é um clube da primeira divisão, conhecida como K-League, do futebol sul-coreano. É o quarto maior vencedor da K-League, com cinco Títulos.
É o segundo maior vencedor da Liga dos Campeões da AFC, com três títulos (1997, 1998, 2009).

## História
Fundado em 1973, o Pohang Steelers se posicionaram como um Clube de futebol coreano, enquanto produzindo Coreia-representando estrelas de futebol como Lee Hyoe-taek, Choi Logo-ho, Hong Myung-bo, Hwang Sun-hong e Lee Dong-guk, e aproximadamente 50 jogadores nacionais como bem. E eles têm conduzido o desenvolvimento de futebol coreano de vários modos como fazer um investimento estabelecendo a infra-estrutura de futebol e completando o estádio futebol *-único pela primeira vez na Coreia em 1990 e sede em 2000.
Steelers ganharam três vezes na K-League (1986, 1988 e 1992) e uma Copa da Adidas (1993). Eles também ganharam a copa premiada da primeira FA Cup (1996) e a Copa da Asia duas vezes seguidos (1997. 1998) e registros sem dinheiro da história de futebol profissional ganhando 200 partidas (1998). Pohang Steelers sempre estiveram às partidas de futebol memoráveis que fizeram muitos futebol abana horary com excitação e lágrimas de abrigo de impressão forte. E eles construíram a imagem deles/delas como o melhor clube de futebol Prestigioso que tem 30-ano história longa.

Pohang Steelers verteu os esforços cheios deles/delas para descobrir jogadores jovens talentosos de vários modos, enquanto reconhecendo que para o desenvolvimento de futebol, eles precisam elevar e treinar os jogadores jovens às oportunidades mais cedo. Do ano 2000 a 2002, eles selecionaram prometendo os jogadores jovens e enviaram de 31 crianças inclusive Kim Dong-hyun e Parque Joo-jovem a Escola de Zico no Brasil para curso de futebol de um ano, investindo 1.2 bilhão coreano Ganhou (sobre 1.2 milhão Dólares de EUA). E também, Pohang trouxe o futebol júnior emparelha pertence por cima a Posco Educação Centro (Pocheol-dong Escola primária, Pocheol Meio Escola, Pocheol Escola secundária Técnica) a própria mocidade deles/delas emparelha e os treinou com o programa de treinamento interno avançado. 

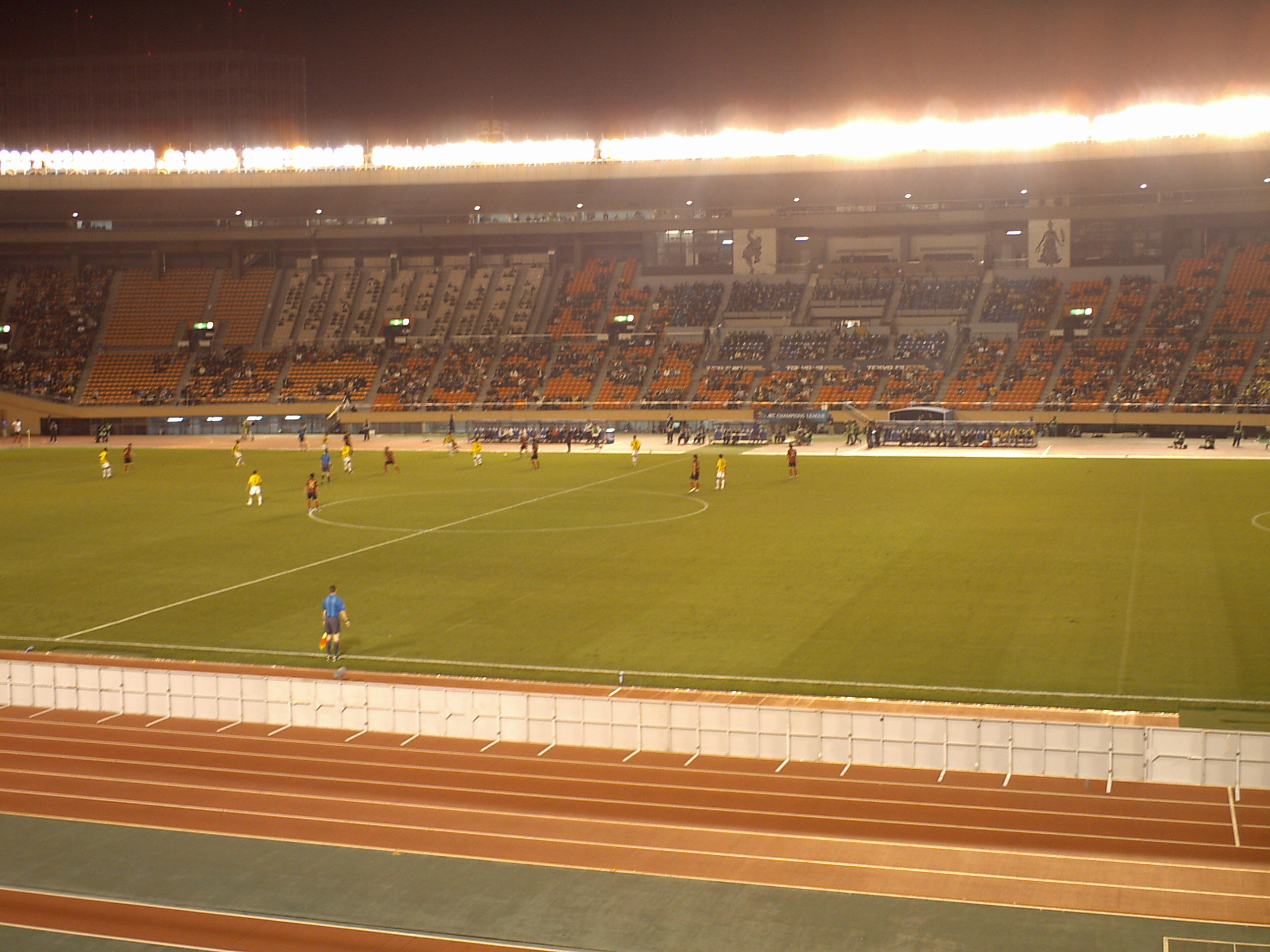
Final da Liga dos Campeões da AFC 2009, entre Pohang Steelers X Al-Ittihad da Arábia Saudita.

Pohang construiu duas áreas de relva artificiais para schoolers elementar e futebol sistemático aberto disserta lá para jogadores jovens. Além disso, se estabelecer um sistema de clube, Pohang afiançou um treinador brasileiro experiente para mocidade emparelha e introduziu o programa de treinamento de clubes de futebol de prestígio brasileiros.
Admitindo aquele Pohang s imagem existente como o melhor clube de futebol foi deteriorado devido a recente desempenho pobre, todos os jogadores e a administração de Steelers está fazendo o deles/delas melhor não só ser renascido ao melhor time apoiaram com apoios completos dos fãs pelo troféu premiado da K-League esta estação, mas também ser o clube de futebol prestigioso para conduzir o desenvolvimento de futebol coreano.
Em 2009, o Pohang Steelers conquistou seu terceiro título da Liga dos Campeões da AFC, se tornando o maior vencedor da competição, juntamente com o Al-Hilal com três títulos cada.

## Simbolo & Mascote

### Simbolo
A letra "S", primeiro inicial do clube, símbolos e a imagem dinâmica do clube representam sua paixão pelo futebol.
A forma global é um chama-como proteção que representa poder defendendo forte de Steelers, enquanto o fundo do emblema simboliza uma águia bico de s, enquanto expressando poder ataque dinâmico de Pohang Steelers que colide as contrapartes adiante.

### Mascote
Chama adotando como o motivo básico, o mascote é uma pequena fada atraente com cheio de alegria e atividade.
A pequena criança levada que abre sua asa escancarada que amolda a letra "V" que vem de vitória representa o Steelers confiança forte por triunfo nas partidas. E também a pequena fada está chutando uma bola poderosa e ameaçadora que símbolos Steelers poder ataque veloz na partida.

## Estádio

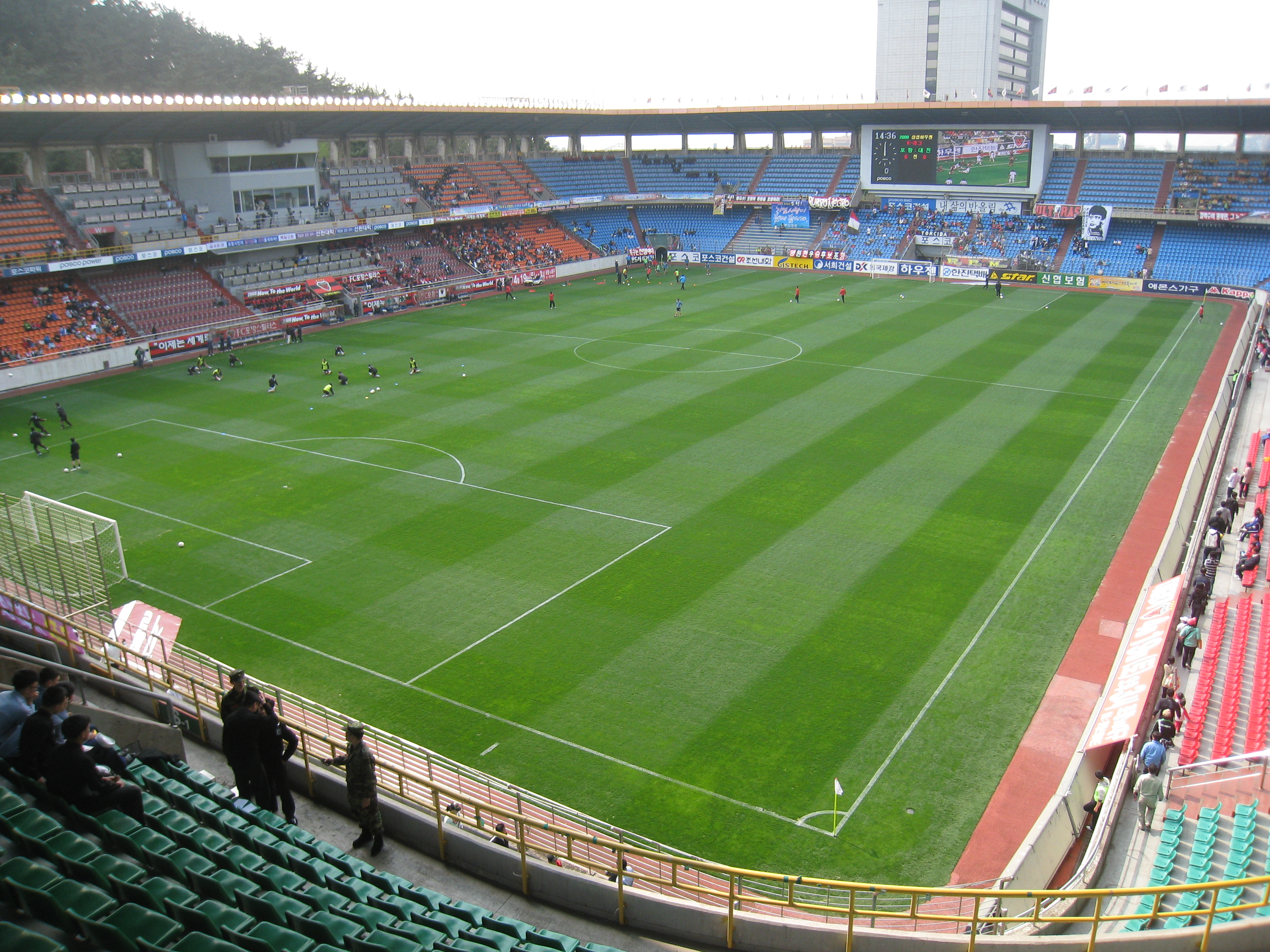
Steelyard Stadium

O Steelyard Stadium, fundado em 1990, é o primeiro estádio do Pohang Steelers.
Sua sacada digitou estrutura apresenta uma visão cheia em qualquer lugar para os espectadores para um olhar íntimo e seu telhado faz óculos escuros para eles debaixo do sol. O estádio tem 20,000 lugares junto com assentos de partidários de 500, que ficam situados ao lado esquerdo de sede. Os assentos de partidários, equipado em 1999, é o lugar exclusivo para partidários e eles são o primeiro e só instalações entre estádios domésticos. No estádio de Pohang, a distância entre o pátio de recreio e os assentos de espectadores são assim íntimos que os espectadores dentro do estádio podem ouvir os sons de tomar fôlego dos jogadores durante a partida até mesmo.
Em 2003, o estádio foi atualizado com trabalhos de conserto cheios como gramado de todos-estação variável, enquanto afiançando instalações sãs em dia e fornecendo baús novos para jogadores. São avaliadas o placar elétrico e iluminações, instalações sãs e instalações convenientes tão bom quanto esses dos Estádios de Copa do mundo. Porém, sua tradição sólida e história de 14-ano que levam o Coreia s melhores partidas de futebol americano são distantes além de magreza dos estádios de Copa do mundo de dois anos.

## Centro de Treinamento (CT)
A sede tem não só todos os tipos de instalações adicionais inclusive um restaurante que segura 60 assentos, um quarto de conferência, uma sauna e um ginásio, mas também outras instalações inclusive um quarto de canto, um quarto de carambola, um quarto de computador e um quarto de DDR. No salão de entrada, são exibidas as fotografias de todos os jogadores sucessivos e os troféus premiados.